# Jacques Coomans
Jacques Coomans (Magnée, 3 november 1888 - Luik, 1980) was een Belgisch wielrenner. Hij nam deel 7 maal deel  aan de Ronde van Frankrijk in de periode 1912 tot 1925. Zijn beste prestatie behaalde hij in de Ronde van Frankrijk 1919, waarin hij 6de werd. In 1912 werd hij 2de in Luik-Bastenaken-Luik en in 1920 3de.

## Resultaten in voornaamste wedstrijden
| Jaar | Ronde van Italië | Ronde van Frankrijk | Ronde van Spanje |
| ---- | ---------------- | ------------------- | ---------------- |
| 1912 |                  | 17e                 |                  |
| 1913 |                  | opgave              |                  |
| 1914 |                  | 18e                 |                  |
| 1919 |                  | 6e                  |                  |
| 1920 |                  | opgave              |                  |
| 1921 |                  | opgave              |                  |
| 1922 |                  |                     |                  |
| 1923 |                  |                     |                  |
| 1924 |                  |                     |                  |
| 1925 |                  | opgave              |                  |

| Jaar | Ronde van Vlaanderen | Parijs-Roubaix | Luik-Bast.‑Luik |
| ---- | -------------------- | -------------- | --------------- |
| 1912 |                      |                | Zilver          |
| 1913 |                      |                |                 |
| 1914 |                      | 29e            |                 |
| 1919 |                      | 22e            |                 |
| 1920 |                      |                | Brons           |
| 1921 |                      |                | 15e             |
| 1922 |                      |                | 7e              |
| 1923 | 41e                  |                | 17e             |
| 1924 |                      |                | 14e             |
| 1925 |                      |                |                 |